# Alain Durel
Cet article concerne l'écrivain français. Pour le directeur musical, voir Alain Durel (musicien). Pour les autres significations, voir Durel.
Alain Durel, né en 1961 à Antony (Hauts-de-Seine), est un écrivain, philosophe et homme de théâtre français,.

## Biographie
D'origine bretonne par sa mère et occitane par son père, Alain Durel naît en région parisienne, mais grandit dans le Sud de la France. Il est le petit-fils de Joachim Durel et le fils de l'éditeur Adrien Durel.

### Homme de théâtre
Homme de théâtre formé à l'école Charles Dullin par Yves Kerboul et Robin Renucci, mais aussi sur les planches de la Comédie française et du théâtre des Variétés (avec François Morel, notamment), il est mis en scène par Christian Schiaretti et Jean-Christian Grinevald. Il écrit et met en scène Révélation au Lucernaire en 1986, puis Le Siècle des Lumières, au théâtre de la Main d'or, au théâtre de Pertuis et au festival d'Avignon.

### Sur les routes de l'Inde
À la suite d'une rencontre avec l'ermite frère Antoine, il abandonne le métier d’acteur pour entreprendre de nombreux voyages, notamment en Égypte, en Inde et au mont Athos,.
Sur les traces du père Henri Le Saux, Alain Durel étudie le Vedanta auprès des disciples directs de Ramana Maharshi, aux pieds de la montagne Arunachala, à Rishikesh, dans le Nord de l'Inde, et au centre védantique de Gretz, près de Paris, en compagnie de swami Ritajananda. Il étudie également à Madras la musique classique de l'Inde du Sud, dite carnatique, auprès de la flûtiste N. Kesi, disciple de T.R. Mahalingam.

### Le miracle grec
Après avoir longuement séjourné dans un monastère bénédictin, il se tourne vers l'orthodoxie grecque. Il effectue ensuite quatre séjours au mont Athos, dont l'un d'une durée d'un an, où il est novice au monastère de Stavronikita, alors dirigé par le théologien grec Basile Gontikakis. Il côtoie sur la Sainte Montagne  les grandes figures athonites de la fin du XXe siècle, tels les moines Païssios, Ephrem de Katounakia, Isaac le Libanais, Pétronios le Roumain, Placide Deseille, etc. De retour en France il étudie à l'Institut de théologie orthodoxe Saint-Serge avec Olivier Clément et Boris Bobrinskoy. Il mène la vie érémitique pendant une année dans le sud de la France, sous le nom de « Théophane ».

### Études universitaires et engagement politique
Après des études de philosophie à l'université d'Aix-Marseille (il a comme professeurs Gérard Lebrun et Gérard Bensussan) où il soutient un DEA sur Grégoire de Nysse, il poursuit ses études à l'université Paris-VIII et soutient sa thèse de doctorat dirigée par le philosophe Jean-Marie Vincent en science politique,. Elle sera publiée sous le titre L'Empire des choses. Quatuor pour la fin des temps (pour tous les ouvrages cités voir la bibliographie ci-dessous).
Il s'engage un temps dans le mouvement social et collabore au Combat syndicaliste et au Temps maudits, revues d'inspiration altermondialiste. Ses convictions non-violentes se heurtent à certaines méthodes de la CNT, syndicat auquel il a adhéré. Il exprime ses difficultés à concilier anarchisme et christianisme dans un article de la revue Les Temps maudits intitulé « Tolstoï, anarchiste et chrétien ? » et quitte cette organisation pour se consacrer à l'écriture.
Chercheur en patristique, il fait une intervention intitulée « Logos et Révélation chez Grégoire de Nysse » dans un colloque à l'université de Strasbourg en 2005. Sur le même thème il publie en 2007 aux éditions du Cerf Éros transfiguré. Variations sur Grégoire de Nysse.

### Retour aux sources bretonnes
Conjointement à l'apprentissage de la langue bretonne, Alain Durel s'intéresse à partir de 2014 à la musique traditionnelle et aux danses de Basse-Bretagne. En 2017, il forme avec son épouse, Florence, un couple de sonneurs bombarde - binioù . Ensemble, ils sonnent des morceaux du répertoire vannetais principalement, à l'occasion de diverses manifestations dans le Morbihan.

### La découverte du bouddhisme
En 2019, à la suite d'un voyage au Sri Lanka, Alain Durel découvre le bouddhisme Theravada à travers les enseignements de G. Samararatne dont il traduit les conférences en français. Ces traductions serviront de base à l'écriture de son livre Vipassana (voir bibliographie). Il effectue plusieurs voyages en Asie du Sud-Est et prépare un ouvrage collectif sur la pensée du Bouddha en compagnie des plus grands érudits du bouddhisme Theravada. À partir de septembre 2020 il enseigne au Centre Bouddhique International du Bourget ainsi qu'à l'Institut d'Études Bouddhistes.

### Reconnaissance
Il a reçu en 2011 le prix des Journées du Livre Chrétien pour son livre La Presqu’île interdite (Albin Michel, 2010, réédité en poche en janvier 2014, et traduit en italien aux éditions Paoline) et a reçu le titre d’ambassadeur interculturel du club UNESCO -Sorbonne.
De nombreux articles lui ont été consacrés dans la presse nationale, notamment dans La Croix,, le magazine littéraire Lire (du groupe l’Express); le Monde des religions, Panorama, La Nef, la revue Études, Psychologie Magazine.
Il participe aussi à de nombreuses émissions de radio sur France Culture avec Michel Cazenave, Frédéric Lenoir, Alexis Chrysosstalis, sur France Info, RCF et, à la télévision, sur France 2.
Alain Durel a enseigné deux années au Séminaire orthodoxe russe en France.

## L’œuvre
Après plusieurs essais, sur Nietzsche (Enquête sur la mort de Dieu) et saint Grégoire de Nysse (Eros transfiguré), ainsi qu'une biographie de Charles de Foucauld (Les amants du silence), il s’oriente vers une forme originale de littérature, synthèse du carnet de voyage, de l’autobiographie et du traité de vie spirituelle. La Presqu’île interdite et Parce que tu es tiède qui lui fait écho, aussi bien que Et Jésus marcha sur le Gange et L'Archipel des saints témoignent de cette écriture où se conjuguent aventure et spiritualité.
En 2016, Alain Durel publie le troisième volet de sa trilogie grecque, L'île au commencement du monde. Parallèlement, paraît un ouvrage de spiritualité, Cultiver la joie.
En 2017, Le Figaro, en partenariat avec les Presses de la Renaissance, lui commande deux ouvrages sur les grandes figures de la spiritualité chrétienne que sont saint Grégoire de Nazianze et saint Jean Chrysostome, livres accompagnés d'un CD comportant des extraits lus par Michael Lonsdale. Ayant appris le breton littéraire, il écrit dans cette langue à partir de 2015. Ce qui l'amène à publier un recueil de haïkus bilingues en 2017, Kan an enez c'hlas (Le chant de l'île verte).
En 2018, paraît Prier avec les moines du mont Athos aux éditions Artèges, un florilège de paroles de moines contemporains du mont Athos qui sera traduit en de nombreuses langues, ainsi que Kan ar Mor-Bihan / Le chant du Morbihan, son deuxième recueil de haïkus bilingue (breton/français).
En 2019, son roman fantastique jeunesse, Mériadec le Magicien, est publié aux éditions des Montagnes Noires.
En 2021, paraît Vipassana, son livre sur l'enseignement de l'instructeur bouddhiste sri-lankais G. Samararatne, ainsi que Comprendre la pensée du Bouddha à la lumière du canon pāli, aux éditions Les Deux Océans.
En 2023, après plusieurs années de recherches et de pratiques au Centre Bouddhique International du Bourget, paraît Ānāpānasati. La respiration consciente selon le Bouddha, aux éditions du Relié.

## Articles
- « Le free jazz, un art révolutionnaire », revue L’Inactuelle, décembre 2019.
- « Nietzsche, le dernier métaphysicien ? », revue L’Inactuelle, septembre 2019.
- « La technologie comme idéologie », revue L’Inactuelle, juillet 2019.
- « L'utopie korrigane ou la profondeur du merveilleux », revue L’Inactuelle, juin 2019.
- « La révolution intérieure d'Erich Fromm », revue L’Inactuelle, mai 1919.
- « Le temps et l’Être chez Grégoire de Nysse », L'inactuelle, avril 2019[40].
- « 3 clés pour comprendre Grégoire Palamas », Monde des religions, janvier 2010[30].
- « Les mystiques », hors série du Monde des religions (no 15), décembre 2010.
- Critiques littéraires (Sylvie Germain[41], Eric Holder, Olga Lossky[42], Carole Zalberg, etc.) dans la revue La Nef de 2006 à 2010.
- « Tolstoï, anarchiste et chrétien », Les Temps maudits, no 13,‎ mai-septembre 2002 (lire en ligne)
- « Horkheimer et Adorno », Les Temps maudits no 11 octobre 2001.
- « Sommes-nous tous devenus schizophrènes ?», L’Humanité, 7 février 2000.
- « Lévinas et Dostoïevski », Contact, no 184,‎ octobre-décembre 1998 (lire en ligne)
- « La doctrine de saint Isaac le Syrien », Le Messager orthodoxe no 121, 1992.
- « Monte Athos, santuario del silencio », ELLE Espagne, supplément homme, 1991,
- « La doctrine mystique de saint Isaac le Syrien » Contact, no 156, 1991.